# Romeu Pellicciari
Romeu Pellicciari (ur. 26 marca 1911 w Jundiaí, zm. 15 lipca 1971 w São Paulo) – brazylijski piłkarz występujący na pozycji napastnika, reprezentant Brazylii w latach 1938–1940, brązowy medalista Mistrzostw Świata 1938.

## Kariera
Największe sukcesy odnosił w Palestra Itália (późniejsze SE Palmeiras) i Fluminense FC. Z Palestra Itália zwyciężał w Campeonato Paulista, z Fluminense w Campeonato Carioca. Podczas MŚ 38 wystąpił w czterech meczach i strzelił 3 bramki (jedną Polsce).